# Кулагін Володимир Васильович
Володимир Васильович Кулагін (нар. 21 грудня 1934, Гарі, Тейковський район, Івановська промислова область — пом. 17 жовтня 1973, Одеса, УРСР) — радянський футболіст, нападник та півзахисник. Тренер.

## Життєпис
Футбольну кар'єру розпочав 1952 року в одеському «Спартаку», який виступав в чемпіонаті УРСР. Також грав у командах класу «Б» (1953-1962 — друга за силою ліга першості СРСР, 1963-1964 — третя) «Металург» / «Харчовик» / «Чорноморець» (1953-1960), СКА (Одеса) (1961-1962) «Локомотив» Вінниця (1963), «Урожай» Майкоп (1964).
Старший тренер «Урожаю» у 1964 році та «Спартака» Орел у 1969 році, до 16 травня.
Помер 1973 року у віці 38 років.